# Imi Mqourn
Imi Mqourn (franska: Imi Mqourn (CR), Imi Mqourn (Commune Rurale), arabiska: أيت عميرة) är en kommun i Marocko.   Den ligger i provinsen Chtouka-Aït Baha och regionen Souss-Massa, i den centrala delen av landet, 500 km sydväst om huvudstaden Rabat. Antalet invånare är 11 605.